# Paul Gillon
Paul Gillon (Parijs, 11 mei 1926 – Amiens, 21 mei, 2011) was een Franse striptekenaar. Hij heeft een groot aantal stripreeksen gemaakt, waar slechts een klein deel van in het Nederlands taalgebied is verschenen.

## Biografie
Paul Gillon groeide op met Amerikaanse strips als Alex Raymond, Milton Caniff, Harold Foster, McManus die in bladen als Mickey, Láventureux en Robinson verschenen. Hij verdiende al vroeg (15 jaar oud) zijn geld met het maken van karikaturen en illustraties bij liedteksten die in blaadjes verschenen. Toen na de oorlog veel van die blaadjes weer verdwenen maakte hij de overstap naar het tekenen van strips. Hij begon in 1946 voor het katholieke jeugdtijdschrift Vaillant te werken waar hij verschillende strips voortzette die door anderen waren begonnen. Na 10 jaar bij Vaillant gewerkt te hebben begon hij voor het blad Radar met strips tekenen. Daarna volgde de krant France-Soir waar hij dertien jaar lang de dagstrip '13 rue de l'Espoir' maakte. In die tijd tekende hij ook nog in het blad Mickey ('le temps des copains', 'la diesse d'Or', 'Barbe-Noir') en Pif (Jeremie). Paul Gillon ging als tekenaar steeds meer zijn eigen teksten schrijven. Zijn eerste eigen serie was Jeremie en de serie 'Schipbreuk in de Tijd' die hij begon op tekst van Jean-Claude Forest en later door hem zelf werd voortgezet.
In 1982 won Paul Gillon de Grand Prix de la ville d'Angoulême.

## Series
In het Nederlandse taalgebied verschenen de volgende series van Gillon:
- Schipbreuk in de tijd i.s.m. Jean-Claude Forest
  - De slapende ster, 1975
  - De golvende dood, 1981
  - Labyrinten, 1979
  - Dodelijk universum, 1979
  - Hersenschimmen, 1980
  - De meester-dromers, 1980
  - Het zegel van beselek, 1980
  - Ortho-Menta's, 1981
  - Terra, 1985
  - Le cryptomère
- Zoon van China is.m. Roger Lécureux, 1981
- Jeremie: Barbaarse Goden, 1981
- Wango: Wango i.s.m. Roger Lécureux, 1983
- De overlevende
  - De overlevende, 1987
  - De ergenaam,1988
  - De terugkomst, 1989
  - Het ultimatum, 1992
- In naam van al de mijnen i.s.m. Patrick Cothias
  - De mieren, 1986
  - Les renards
- De genadelozen
  - Het plan Aspis, 1990
  - La dent de l'alligator
  - Reaction en chaine
- Jeanne d'Arc
  - Het bloedige zwaard, 1994
  - De maagd van Orleans, 1998
- De laatste knusse zaal i.s.m. Denis Lapière
  - Deel 1, 1996
  - Deel 2, 1998
- De tien geboden: deel 7 De samenzweerders i.s.m. Frank Giroud,  2002
- De blanke weduwe, 2002
- De orde van Cicero i.s.m. Richard Malka
  - Het proces, 2004
  - Opening van het vooronderzoek, 2006
  - De overlevende, 2009

Bron stripschrift
- Biblioteca Nacional de España: XX948109
- Bibliothèque nationale de France: cb11904949n (data)
- Gemeinsame Normdatei: 1064587755
- International Standard Name Identifier: 0000 0001 2046 4089
- Nederlandse Thesaurus van Auteursnamen: 068406967
- Istituto Centrale per il Catalogo Unico: RAVV055704
- Système universitaire de documentation: 026891697
- Virtual International Authority File: 22142383
- WorldCat: E39PBJkMFhwxhTMqgTGdfKdxXd